# Orthopristis poeyi
Orthopristis poeyi är en fiskart som beskrevs av Scudder, 1868. Orthopristis poeyi ingår i släktet Orthopristis och familjen Haemulidae. Inga underarter finns listade i Catalogue of Life.